# Barchovice
Barchovice är en ort i Tjeckien.   Den ligger i regionen Mellersta Böhmen, i den centrala delen av landet, 40 km öster om huvudstaden Prag. Barchovice ligger 340 meter över havet och antalet invånare är 206.
Terrängen runt Barchovice är lite kuperad. Runt Barchovice är det ganska tätbefolkat, med 100 invånare per kvadratkilometer. Närmaste större samhälle är Kolín, 19,0 km nordost om Barchovice. Trakten runt Barchovice består till största delen av jordbruksmark.